# When the Tigers Broke Free
«When the Tigers Broke Free» és una cançó del grup britànic de rock progressiu Pink Floyd escrita per Roger Waters, que descriu la mort del seu pare Eric Fletcher Waters durant la II Guerra Mundial a Anzio. La cançó fou escrita al mateix moments que les altres peces de l'àlbum The Wall, d'aquesta manera té copyright de 1979, però no va aparèixer en aquest disc, perquè els altres membres del grup la trobaven massa personal. Va ser publicada a la versió remasteritzada del disc The Final Cut de 2004.
Tot i que la cançó fou escrita al mateix moment que l'àlbum The Wall i forma part de la pel·lícula, no es va tocar als concerts de presentació ni tampoc als concerts en solitari de Waters.

## Versió del film
La primera estrofa apareix en l'obertura de la pel·lícula The Wall de 1982, on es veu el pare de Pink netejar la seva pistola. Canvia i esdevé In the Flesh? i mostra la seva mort. La segona estrofa després d'Another Brick in the Wall (primera part) mostra Pink buscant l'uniforme del seu pare, les bales i el seu certificat de defunció a una caixa amb dibuixos. En el certificat es veu el nom del pare: J. A. Pinkerton.